# Phthitia digistylus
Phthitia digistylus är en tvåvingeart som beskrevs av Marshall 1992. Phthitia digistylus ingår i släktet Phthitia och familjen hoppflugor. Inga underarter finns listade i Catalogue of Life.